# 1325 Inanda
Inanda (asteróide 1325) é um asteróide da cintura principal com um diâmetro de 10,87 quilómetros, a 1,8943405 UA. Possui uma excentricidade de 0,2551143 e um período orbital de 1 481,29 dias (4,06 anos).
Inanda tem uma velocidade orbital média de 18,67706149 km/s e uma inclinação de 7,42493º.
Esse asteróide foi descoberto em 14 de Julho de 1934 por Cyril Jackson.